# Route du Ienisseï
Ne pas confondre avec la R257 qui porte aussi le nom du Ienisseï.
La route du Ienisseï (en russe : Енисейский тракт, Ienisseïski trakt ), officiellement la route régionale 04K-044, est une route régionale dans le kraï de Krasnoïarsk dans la partie sibérienne de la Russie. Elle relie Krasnoïarsk, capitale et plus grande ville du sujet, et la route fédérale R255 dans le centre-sud du kraï, à la ville de Ienisseïsk. La route, longue de 345 kilomètres, longe la rive gauche du fleuve Ienisseï.

## Histoire

### Création

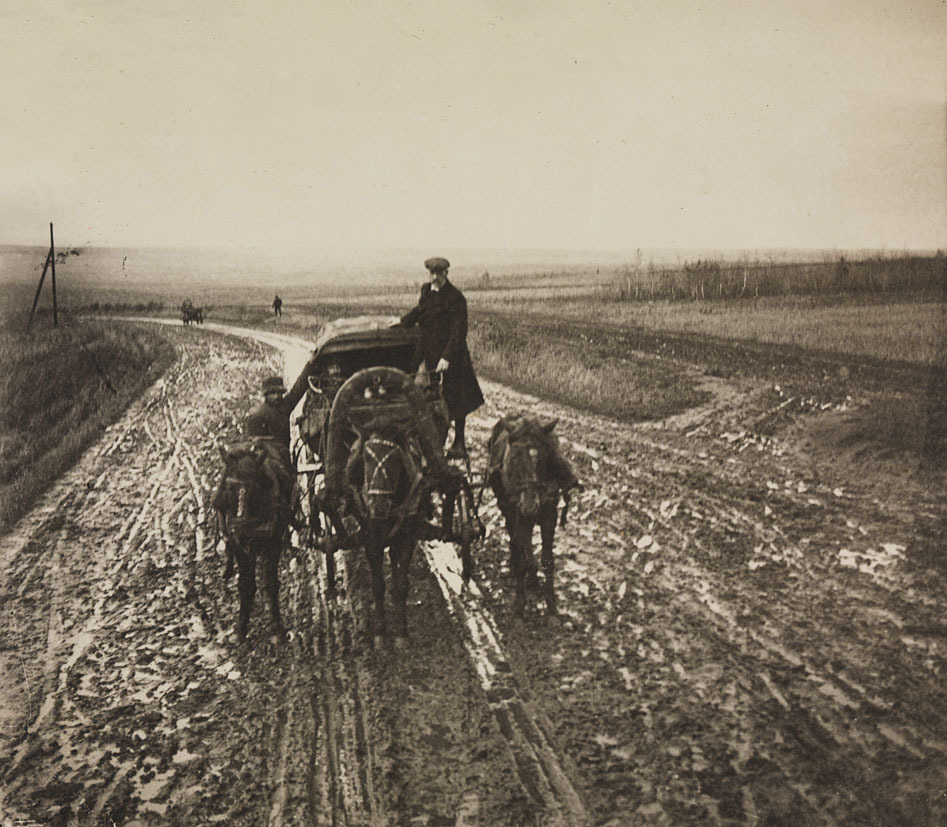
Fridtjof Nansen sur la route du Ienisseï dans la boue sur le chemin en direction de Krasnoïarsk. Photo de 1913.

La route de Ienisseïsk est l'une des plus vieilles de Sibérie, et la plus vielle du kraï de Krasnoïarsk. Au XVIe siècle, la conquête de la Sibérie atteint ces régions, avec la fondation de Ienisseïsk en 1619 puis de Krasnoïarsk en 1628. Les cosaques du Ienisseï étaient chargés en créant ces forteresses entre autres de sécuriser la frontière du pays des autres peuples vivant dans la région. Au début, ils utilisaient les rivières pour le transport, avec l'eau en été ou sur la glace en hiver.
Mais en 1667, ces villes ainsi que d'autres furent menacées de destruction par des Mongols et des Ienisseï kirghizes. Ainsi pour se protéger des attaques, ces cosaques décidèrent de créer les premiers sentiers de Sibérie, dont celui entre Ienisseïsk et Krasnoïarsk. En 1768, la route est dotée de quinze relais postaux et d'autres installations pour le transfert des prisonniers.

### XXIesiècle
Dans le cadre du projet national « Des routes sûres et de qualité » (ru), des réparations sont en cours sur diverses sections de l'itinéraire. Le renouvellement de l'asphalte, la pose de panneaux ou l'éclairage sont inclus dans les réparations. En 2021 et 2022, six tronçons de 32 km au total ont été réparés, et 19 km devraient être réparés en 2023.
Par ailleurs, dans le cadre du 400e anniversaire de la ville de Ienisseïsk en 2019 avec les festivités programmées, la route a aussi subi diverses reconstructions. En 1 an, 551 panneaux ont été installés ou réparés, 12,5 km de barrières ont été installés tout comme 5 viaducs. Une cinquantaine de kilomètres de revêtement en asphalte a été changé. Des arrêts de bus ont été remis à neuf, et des centres d'informations ont été construits le long du parcours.

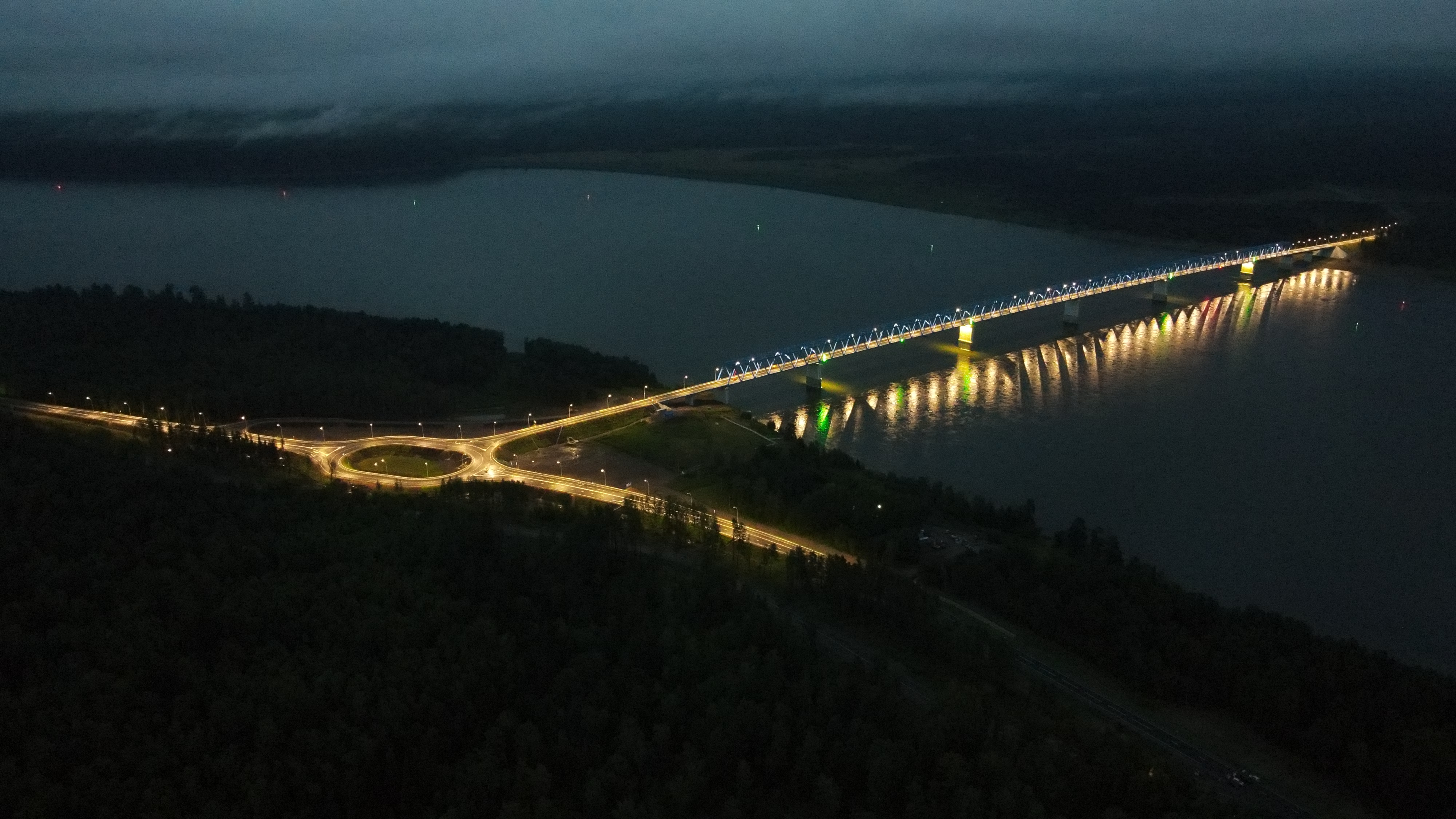
Jonction avec le pont de Vyssokogorski.

Entre 2021 et 2023, le pont de Vyssokogorski a été construit, puis ouvert le 31 août 2023. Il permet à la route d'être connectée à l'autre rive du fleuve au niveau de Vyssokogorski (ru), petit village au sud de Lessossibirsk.

## Description
La route est longue de 345 kilomètres, et longe la rive gauche du fleuve Ienisseï, grand fleuve sibérien. La route était dénommée R409 jusqu'au 31 décembre 2017. Cette route permet d'accéder à divers lieux touristiques, dont des espaces naturels et des sites historiques. La route est située entièrement dans le kraï de Krasnoïarsk, sujet sibérien de la Russie.
L'itinéraire commence à Krasnoïarsk, la capitale du sujet, puis part en direction du nord. Elle traverse des localités dont Chila (ru), Bolchaïa Mourta (ru), Kazatchinskoïe (ru) et Lessossibirsk avant de terminer à Ienisseïsk. La route traverse comme subdivisions du kraï trois okrougs urbains (de Krasnoïarsk, de Lessossibirsk et de Ienisseïsk) et quatre raïons (de Iémélinaovo, de Soukhobouzimskoïe, de Bolchaïa Mourta, de Kazatchinskoïoe et de Ienisseïsk). Juste au nord de Krasnoïarsk, elle possède un échangeur avec le contournement nord de Krasnoïarsk, contournement faisait partie de la route fédérale R255 qui va de Novossibirsk à Irkoutsk.
La route est dans un bon état, et les 20 premiers kilomètres, lorsqu'elle est dans la périphérie de Krasnoïarsk, elle possède deux voies dans chaque sens. Sur le reste du trajet, elle ne possède qu'une voie dans chaque sens. La route possède un grand nombre de virages serrés, et traverse pour la majeure partie des étendues de taïga. À cause de la faible densité de population, il y a peu de localités et un trafic assez faible. La route reste cependant une des principales artères de la région, car elle relie parties nord et centrale de la région, permettant l'approvisionnement et l'accès aux transports vers les zones reculées du nord (via d'autres routes et pistes partant de l'extrémité nord de la route).

## Itinéraire
- Krasnoïarsk, km 0

— frontière du raïon de Iémélianovo (ru), km 7

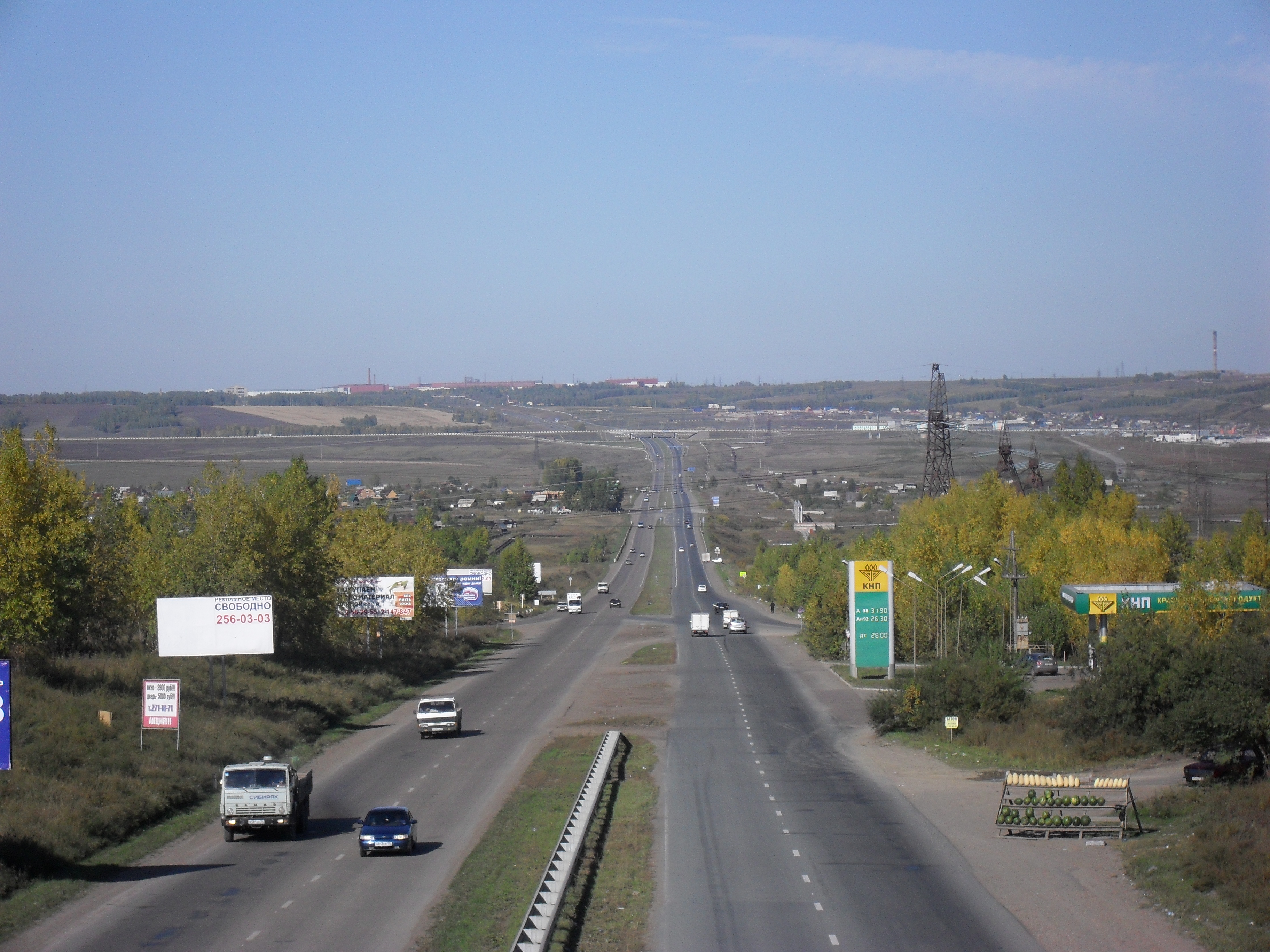
Route en sortant de Krasnoïarsk. Le contournement nord est en arrière-plan.

- Échangeur entre  et 04K-044 (vers Novossibirsk et Irkoutsk), km 14
- Sortie à Startsevo, km 17
- Taskino, km 32

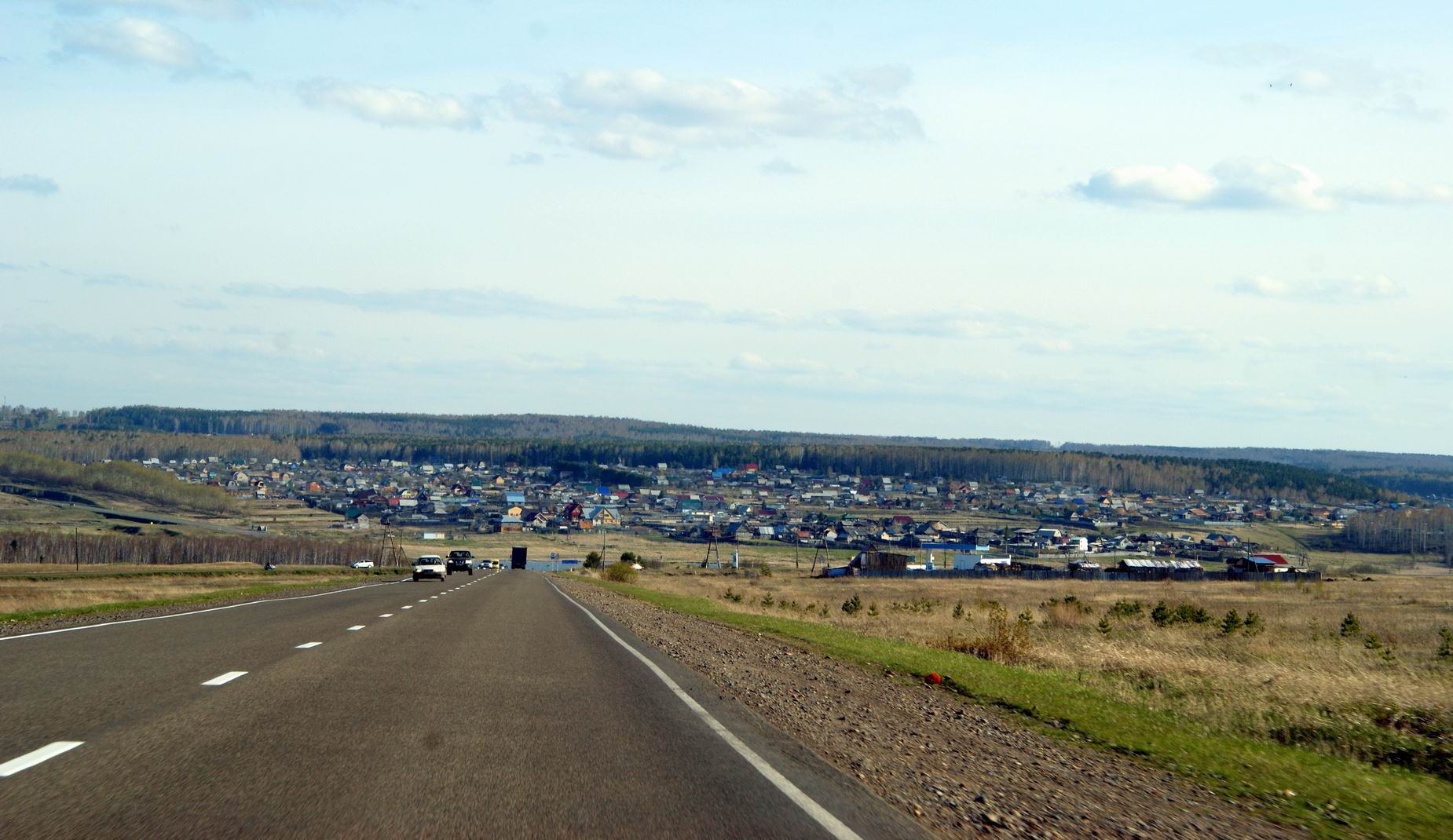
La route à Taskino.

— frontière du raïon de Soukhobouzimskoïe (ru), km 42
- Minderla, km 45
- Chila, km 60

— frontière du raïon de Bolchaïa Mourta (ru), km 78
- Bolchaïa Mourta, km 100
- Talovka, km 125
- Razdolnoïe, km 137

— frontière du raïon de Kazatchinskoïe (ru), km 141
- Mokrouchinskoïe, km 172
- Galanino, km 186
- Kazatchinskoïe, km 100

— frontière du raïon de Ienisseïsk (ru), km 215
- Chapkino, km 222
- Novokarguino, km 240
- Abalakovo, km 260
- Lessossibirsk, km 300
- Verkhnepachino, km 338
- Ienisseïsk, km 345